# 伊藤政則
伊藤 政則（いとう せいそく、1953年7月10日 - ）は、日本の音楽評論家。ヘヴィメタル専門誌である『BURRN!』の編集顧問。アイアン・メイデンやボン・ジョヴィ、メタリカ、エアロスミスなど、数多くの世界的なバンドと交流があり、「Masa-Ito（本名に由来）」の愛称で親しまれている。ヘヴィメタルのみならず、60年代以降のブリティッシュ・ロック全般、またプログレッシヴ・ロックにも精通していることで知られる。

## 来歴
岩手県花巻市出身。少年時代からラジオファンであり、またロックファンであったが、1970年、『斉藤安弘のオールナイトニッポン』の1曲目にディープ・パープルの「ブラック・ナイト」がオンエアされた時の衝撃によって、よりロックにのめり込んでいったという。1971年夏に行われたピンク・フロイドらの初来日野外ライブ（箱根アフロディーテ）で初のロック・コンサートを体験。また、中学時代は吹奏楽部でトロンボーンを担当した。
岩手県立花巻北高等学校から専修大学に進学し上京。休みの期間は地元に戻り岩手放送のレコード室でアルバイトを経験した。一リスナーだったころから岩手放送に頻繁にリクエストを行っていたため、岩手放送のディレクターであった北口惇夫（故人）からは「洋楽は伊藤君、邦楽は天野君（天野滋）」と言われるほど目をかけられており、アルバイト時代に体調を崩したDJのピンチヒッターで、ラジオ番組『ロックランド』でDJを担当。1曲目にキング・クリムゾンの曲をオンエアした。また大学生時代に、本場の音楽に触れるために2か月ほどロンドンへ渡っていたことがある。
東京では新宿の歌舞伎町にあったロック喫茶でDJを務めていた。
その後ロック喫茶の先輩からニッポン放送を紹介され、糸居五郎などのオールナイトニッポンのADを務め、そしてその話しぶりと音楽知識を当時のオールナイトニッポンチーフディレクターの岡崎正通に目を付けられ、勧められて1975年に「カッコマン」のマイクネームで1975年10月からオールナイトニッポン2部のDJを担当（カッコマンの名付け親は宇崎竜童）。最初は正体不明のDJとして売り出すためにマイクネームを付けられたが、元々はスタッフらから「こまわりくん」と呼ばれていたために、タイトルコールも「こまわりくん改めカッコマンのオールナイトニッポン」としていたことがあった。もともとラジオファンであった素養を生かし、音楽ネタだけではなく爆笑ネタ・お色気ネタを数多く送り出した。
この頃より本格的に音楽業界へ入り、DJ業の傍らライナーノーツ執筆、『音楽専科』誌への寄稿を行う。
1970年代後半に入ると、伊藤の関心の対象であったハードロック・プログレッシヴ・ロックの人気が衰えたため、仕事も減少。「自分を見つめなおすため」1979年に渡英。手にした音楽情報紙でサクソンやアイアン・メイデンが出演するクラブの広告を見かけ、実際に見に行ったところ、アイアン・メイデンの「今までのバンドにないパワー」に衝撃を受ける。その日のうちにスティーヴ・ハリスともコンタクトを取った。その後もシーンを追いかけるうちにデフ・レパードの存在も知り、NWOBHMの興隆を間近で経験することになった。このことに伊藤は強い自負を持っており、「ヨーロッパを除いて、当時、世界でNWOBHMを正確に語れていたのは日本の俺とLAのブライアン・スラゲル（メタル・ブレイド・レコーズ創業者）、そしてサンフランシスコのラーズ・ウルリッヒ、この3人だけ」と語っている。
その後、イギリスで「ロサンゼルスにハードロック・シーンができつつある」という情報を掴んだことから現地へ乗り込み、スラゲルと交流。メタリカの存在も知ることになった。
1980年代は『夕やけニャンニャン』（水曜、最初は「誰も知らなかったヘビメタ」コーナー担当、後に立見里歌のクイズコーナー「私 リカちゃん」の司会進行役として）や『TOKYOベストヒット』に出演しておニャン子クラブをはじめとしたアイドルを取り上げる番組にも関わりつつ、執筆活動で英米のヘヴィメタルを幅広く取り上げ、日本におけるこのジャンル紹介のパイオニア的存在となる。
元々ブリティッシュ・ロック全般のファンであったことから、ヘヴィメタル評論家として知られるようになった後も、1990年のローリング・ストーンズ初来日の際に、キース・リチャーズのマネージメントから指名を受けてインタビューを行うなど、ヘヴィメタル以外のロックも守備範囲に収めた活動を続けている。特にイギリスやイタリア、ドイツ等を中心としたプログレッシブ・ロックに精通しており、イギリスのピンク・フロイド、ルネッサンス、フランスのバンドのタイ・フォンやイタリアのニュー・トロルスなどを愛聴しており、ライナーノーツも書いている作品も非常に多い。

## 人物
- DJを務めるラジオ番組『POWER ROCK TODAY』、『ROCKADOM』、『ROCK ON』、『ROCK THE NATION』のオープニング曲として使われている「Masa Ito」という曲は、ポール・ギルバート『Burning Organ』国内盤（2002年発売）に隠しトラックとして収録されているが、伊藤のテーマソングとして作ったもので、ライブでも演奏されることがある。
- 毎年1月、bayfmで放送される成人の日特番『MAXIMUM POWER ROCK TODAY』のオープニングでは、同じくポール・ギルバートによる別バージョンのテーマ曲「Masa Ito Theme ♯2」が使用される。（2010年9月、WHD Entertainmentから再発された『Burning Organ』に収録）
- 2010年代以降、一部のメディアで“日本のメタルゴッド”と称される機会が増えたが、伊藤自身はこの二つ名に懐疑的であり、日本のメタルゴッドとはLOUDNESSの高崎晃のことであるべきだと発言している[17]。

## 活動
- ライナーノーツも多数執筆している。惚れ込んだバンド、アーティストには非常に情熱的な解説文になることが多く、キャッチコピーも個性的かつ印象的なフレーズを多数生み出している。
- DJを務めるラジオ番組では独占ロングインタビューや新曲の世界初オンエアがしばしばあり、また来日バンドのライブチケット番組先行予約には関係者席を除けば最も良い席が用意される。
- 1980年代から90年代初頭に掛けては日本のバンドのマネージメントを手掛け、アンセム、アウトレイジらが伊藤政則の事務所に所属していた。
- TBSテレビの番組『PURE ROCK』に、山本隆士、和田誠、ガスの兄貴らと共にレギュラー出演した。
- プロレスにも造詣が深く、週刊ゴングに連載も持っていた。その時のペンネームは、ゴング伊藤。
- 取材規制が最も厳しいとされるガンズ・アンド・ローゼズのW.アクセル・ローズへのインタビューに成功した日本人ジャーナリスト5人のうちの一人である。（1987年11月21日テネシー州チャタヌーガUTCアリーナにて）
- 渋谷陽一と大貫憲章とは同年代で交流が深く[18]、渋谷がDJを務めるNHK-FMのラジオ番組『ワールドロックナウ』の年末特番で鼎談が行われるのが恒例となっている。
- みうらじゅんと互いに一般人から人違いされることがある。これにちなみ、みうら本人から賞（みうらじゅん賞、2020年）を贈られた[19]。

## 賞歴
- 2020年 - みうらじゅん賞。

## 出演番組

### 現在の出演番組
- テレビ
  - 伊藤政則のROCK CITY（テレビ神奈川）
  - 伊藤政則のロックTV!（BSフジ）
- ラジオ
  - POWER ROCK TODAY（bayfm）
  - ROCKADOM（FM-FUJI）
  - ROCK ON（FM802・FM COCOLO）
  - ROCK THE NATION（Date fmなど）
  - 今日は一日ハードロック・ヘビーメタル三昧（NHK-FM）※不定期放送
- 有線放送
  - HEAVY METAL SOUNDHOUSE（USEN ※CH:B-21）トータルプロデュース

### 過去の出演番組
- テレビ
  - 夕やけニャンニャン（フジテレビ）毎週水曜「誰も知らなかったヘビメタ」コーナー担当 → クイズコーナー「私 リカちゃん」司会進行役
  - PURE ROCK（TBSテレビ）
  - 輝け!ロック爆笑族（フジテレビ）
  - ミュージックトマト（テレビ神奈川）
  - BANG UP ROCK（テレビ神奈川）
- ラジオ
  - オールナイトニッポン（ニッポン放送）『カッコマンのオールナイトニッポン』（木曜2部 1975年7月 - 9月、水曜2部 1975年10月 - 12月）[3]
  - TOKYOベストヒット（ニッポン放送）[3]
  - ペパーミントストリート 青春大通り（文化放送）
  - ROCK TODAY（ラジオ日本）[3]
  - 電リクブラザーズ（ラジオ日本）[3]
  - THE ROCK（FM-FUJI）
  - ROCK KIDS 802（FM802）
  - MUSIC GUMBO TUESDAY（FM802）
  - A.G.U.ROCK STEADY（FM AICHI）
  - A.G.U.ROCK STEADY HYPER（FM AICHI）
  - METAL SHOP(FM横浜)
  - ワールドロックナウ（NHK-FM）渋谷陽一の代理DJ
  - 洋楽シーカーズ（NHK-FM）

## 代表曲
- 吸血鬼伝説（DO IT OURSELVES / LPレコード『評論家ロック』A-1）
- 海にとけこんで（DO IT OURSELVES / LPレコード『評論家ロック』A-2）
- Secret Love（KENSYO ONUKI MASA ITOH / EPレコード『BIG TWO』政則サイド-1）
- Demon Heart（KENSYO ONUKI MASA ITOH / EPレコード『BIG TWO』政則サイド-2）

※タワーレコード渋谷店にて2018年9月22日から25日まで開催された「MASA ITO メモラビリア・フェスト -THE FINAL- “メタル聖地巡礼”」にて、上記4曲のアナログ・マスターテープに、リミックスとデジタル・リマスタリングを施した、ゲートホールド仕様ピクチャーアナログ盤を限定500枚のみ販売した。リミックスとリマスタリングは、アーチ・エネミーやアット・ザ・ゲイツなどのプロデュースで有名なスウェーデンの音楽プロデューサー、レコーディング・エンジニアのフレドリック・ノルドストロームが担当。

## 著書
- YES 神々の饗宴（1979年、新興楽譜出版社）
- マイケル・シェンカー フライングV伝説（1982年、新興楽譜出版社）ISBN 978-4401610907
- コージー・パウエル 限りなき挑戦（1983年、シンコー・ミュージック）
- ヘヴィ・メタルの逆襲（1985年、新潮文庫）
- セーソクの法則 場外乱闘エッセイ（1986年、シンコー・ミュージック）
- 罪と罰 オフィシャル・オジー・オズボーン・ストーリー（1986年、CBS・ソニー出版） ミック・ウォール著、翻訳：伊藤政則
- 断言（1993年、シンコー・ミュージック）
- 断言 其ノ2（1999年、シンコー・ミュージック）ISBN 978-4401701513
- 目撃証言 ヘヴィ・メタルの肖像（2013年、学研プラス）ISBN 978-4054057456
- 目撃証言2 ヘヴィ・メタル:魂の旅路（2014年、学研プラス）ISBN 978-4054060579
- 断言 1998〜2008（2016年、シンコーミュージック・エンタテイメント）ISBN 978-4401643844
- 伊藤政則の“遺言”（2017年8月9日、シンコーミュージック）ISBN 978-4401644797
- 伊藤政則の“遺言”2（2018年9月27日、シンコーミュージック）ISBN 978-4401646623
- ヘドバンpresents 月刊 伊藤政則（仮）（2018年9月27日、シンコーミュージック）ISBN 978-4401646616
- BURRN! PRESENTS　THE 伊藤政則（2019年9月14日、シンコーミュージック）ISBN 978-4401648221
- 伊藤政則の“遺言”3（2021年7月13日、シンコーミュージック）ISBN 978-4401650729
- 伊藤政則 ライナーノーツ集 プログレ編（2025年4月14日、シンコーミュージック）ISBN 978-4401651146

## トークイベント
- 伊藤政則の『遺言』〜今のうちに語っておきたいロックの歴史がある〜（2016年6月6日 - ）